# Rose Delaunay
Félice Rose Delaunay (nhũ danh Bünzli; 28 tháng 1 năm 1857 - sau năm 1937) là một ca sĩ opera giọng nữ cao người Pháp. Sau khi học tại Nhạc viện Paris, bà bắt đầu ra mắt công chúng vào tháng 5 năm 1882 tại Opéra-Comique với vai Isabelle trong vở Pré aux clercs của Ferdinand Hérold. Sau khi đóng các vai chính tại Opéra-Comique cho đến năm 1886, bà biểu diễn tại các nhà hát địa phương khác nhau và có chuyến lưu diễn đến tận Cairo. Ngày mất của bà không được biết nhưng có thông tin cho rằng bà đã tổ chức đám cưới kim cương của mình với chồng, nam diễn viên Louis Delaunay, vào tháng 4 năm 1937.

## Tiểu sử
Félicie Rose Bünzli sinh ngày 28 tháng 1 năm 1857 tại Reims, là một trong 3 người con của nghệ sĩ vĩ cầm gốc Thụy Sĩ Auguste Bünzli (1820–1901). Sau khi được cha mình dạy dỗ và giáo dục, bà đã nhập học Nhạc viện Paris. Ngoài việc được đào tạo thanh nhạc, bà cũng được học piano dưới sự dẫn dắt của Félix Le Couppey.
Bà có buổi ra mắt công chúng vào năm 1882 cùng đoàn Opéra-Comique với vai Isabella trong vở Le pré aux clercs của Ferdinand Hérold. Trong 4 năm tiếp theo, các vai diễn của bà khi còn ở trong đoàn bao gồm vai Anna trong vở La dame blanche của Boieldieu, Javotte trong Le roi l'a dit của Delibes, và vai chính trong  Les noces de Jeannette của Massé. Vào tháng 1 năm 1885, bà xuất hiện với vai Micaela trong buổi biểu diễn lần thứ 200 vở Carmen của Bizet, cùng với Célestine Galli-Marié trong vai chính.
Năm 1886, Delaunay rời Opera-Comique để biểu diễn tại Grand Théâtre de Bordeaux và tại Opéra de Monte-Carlo, nơi bà biểu diễn với tư cách là Coralian trong vở Le toréador của Adolphe Adam. Bà tiếp tục biểu diễn trong các vở opera tại các nhà hát địa phương lớn của Pháp và thậm chí còn lưu diễn đến tận Cairo. Trở lại Paris vào tháng 9 năm 1892, bà biểu diễn tại Théâtre de la Gaîté với vai Serpolette trong bộ phim Les Cloches de Corneville của Robert Planquette.
Ngày mất chính xác của Rose Delaunay không được biết, nhưng vào tháng 4 năm 1937, bà đã tổ chức lễ kỷ niệm đám cưới kim cương với chồng mình, Louis Delaunay.